# George C. Ludlow
George Craig Ludlow, född 6 april 1830, död 18 december 1900, var en amerikansk politiker som var guvernör i New Jersey 1881-1884.

## Tidigt liv
Ludlow föddes i Milford, New Jersey, men flyttade redan som barn till New Brunswick, New Jersey, där han bodde kvar resten av livet. Ludlow tog examen från Rutgers University 1850. Han blev jurist och arbetade som sådan för det mäktiga järnvägsbolaget Pennsylvania Railroad.

## Politisk karriär
Ludlow engagerade sig snabbt i politiken i New Jersey och valdes som demokrat till New Jerseys senat 1876. Han valdes dessutom till talman i senaten 1878. Ludlow vann Demokraternas nominering och valdes sedan till guvernör i New Jersey 1880, då han slog Republikanernas kandidat Frederic A. Potts med endast 651 röster av de 250 000 som lades. Han efterträdde George B. McClellan den 18 januari 1881 och tjänstgjorde en treårig mandatperiod till den 15 januari 1884. Hans efterträdare var demokraten Leon Abbett.

## Senare år
År 1895 utnämnde guvernör George T. Werts Ludlow till domare vid New Jerseys högsta domstol.
Han avled i New Brunswick och begravdes på Elmwood Cemetery, New Brunswick.